# 聖約翰河
聖約翰河（英語：St. Johns River）是美國佛羅里達州境內最長的河流，以發展商業和休閒娛樂產業為重。它長達499（310英里），河幅寬跨12個縣，其中包含佛州最大的3個縣別。聖約翰河河源至入海口的垂直海拔差約低於9.1（30英尺）；和多數佛州的水路一樣，流速緩，約0.2 km/h（0.12 mph），被當地人稱為「懶惰河」。它是美國少數流向自南向北的河川。聖約翰河水道範圍形成許多湖泊，或匯流至河中，但河道最寬處只有4.8（3.0英里），橫跨帕拉特卡和傑克遜維爾，後者更是聖約翰河畔最大的都市區。它的最窄處位於源頭，為印第安河縣內一個無法航行的沼澤濕地。聖約翰河流域內總計約有3500萬人棲居。

## 引文
1. 1 2 3  Feature Detail Report for: St. Johns River （页面存档备份，存于）, US Geological Survey, 1979-10-19. [2009-10-25]